# السفارة السعودية في الأوروغواي
سفارة المملكة العربية السعودية في جمهورية الأوروغواي، تم افتتاحها في 2018، وتقع في عاصمة جمهورية الأوروغواي مونتيفيديو، وسفير المملكة العربية السعودية لدى الأوروغواي هو إياد بن غازي الحكيم منذ مارس 2020.

## علاقات المملكة العربية السعودية وجمهورية الأوروغواي
يعود التبادل الدبلوماسي بين المملكة وجمهورية الأوروغواي إلى العام 1974م، حيث باشر سفير الأوروغواي مهامه كسفير غير مقيم لدى المملكة العربية السعودية من سفارة بلاده في جمهورية لبنان، وتم تعيين سفير مقيم لجمهورية الأوروغواي لدى الرياض في العام 1979م. في حين مثل المملكة سفيرها لدى جمهورية الأرجنتين سفيراً غير مقيم في جمهورية الأوروغواي، إلى أن تم افتتاح سفارة المملكة في العاصمة منتيفيديو في عام 2018م. كما استقبل العاهل السعودي في 2008 رئيس جمهورية الأوروغواي جرى في ذلك اللقاء بحث مجمل المستجدات على الساحتين الإقليمية والدولية إضافة إلى آفاق التعاون بين البلدين الصديقين وسبل تعزيزها في جميع المجالات بما يخدم مصالحهما المشتركة. كما التقى وزير الخارجية السعودي ووزير خارجية الأوروغواي في 2014 في مدينة جدة، وأبرم الطرفان مذكرة تفاهم بشأن المشاورات السياسية بين وزارة الخارجية السعودية ووزارة خارجية جمهورية الأوروغواي.